# ژان میو
ژان میو (فرانسوی: Jean Meeus‎؛ زادهٔ ۱۲ دسامبر ۱۹۲۸) ریاضی‌دان، هواشناس، نویسنده و اخترشناس آماتور اهل بلژیک است که تخصصش در زمینهٔ مکانیک سماوی، نجوم کروی و اخترشناسی بر پایهٔ ریاضیات است.
وی پس از اتمام تحصیلاتش در رشتهٔ ریاضیات در سال ۱۹۵۳ میلادی و تا بازنشستگی، به‌عنوان هواشناس در فرودگاه بروکسل مشغول به کار بود.
اتحادیه بین‌المللی اخترشناسی در سال ۱۹۸۱ میلادی سیارک «۲۲۱۳ میو» را که در کمربند سیارک‌ها واقع شده، به افتخار او نام‌گذاری نمود.